# Simandolam
Simandolam is een bestuurslaag in het regentschap Mandailing Natal van de provincie Noord-Sumatra, Indonesië. Simandolam telt 177 inwoners (volkstelling 2010).